# Brookita
La brookita és un mineral de la classe dels òxids. Va ser descoberta per A. Levy el 1925 en una zona situada entre Beddegelet i Tremadoc, a uns 13 quilòmetres de Snowden, al País de Gal·les, Regne Unit, rebent el seu nom en honor del mineralogista anglès Henry Brooke (1771-1857). Es tracta d'una de les cinc formes minerals del diòxid de titani, juntament amb l'anatasa, el rútil, l'akaogiïta i la riesita. La bellesa d'alguns dels cristalls d'aquest mineral, especialment els que pertanyen a la varietat arkansita, ha fet d'ell un objecte molt valorat pels col·leccionistes.

## Característiques
La brookita és un mineral amb fórmula química TiO₂. Cristal·litza en sistema ortoròmbic i té una duresa de 5,5 a 6 a l'escala de Mohs. La seva fractura és subconcoidal i l'exfoliació feble.

## Formació i jaciments
La brookita pertany al grup dels minerals anomenats hidrotermals, és a dir, que es formen per processos de dissolució i precipitació relacionats amb la solidificació del magma en les fissures de roques preexistents. Aquest origen fa possible que el mineral es pugui trobar en les vetes i filons que es formen en les esquerdes i cavitats de les roques, on generalment solen entapissar les parets. També és possible trobar diminuts cristalls d'aquest mineral en moltes roques sedimentàries, on es forma com a mineral d'alteració. Als territoris de parla catalana se n'ha trobat brookita a Espot (Pallars Sobirà), a Arsèguel (Alt Urgell), i a la Sèrra de Horno, a Vielha e Mijaran (Vall d'Aran).

## Varietats
Arkansita és el nom amb què es coneix una varietat morfològica de brookita provinent d'Arkansas, Estats Units, trobada també a Sibèria, Rússia.